# GJ 3512 b
GJ 3512 b — экзопланета у звезды GJ 3512 в созвездии Большой Медведицы. Планета удалена от Земли на расстоянии 30 световых лет.
Родительская звезда является красным карликом спектрального класса M5.5V.
Планета GJ 3512 b имеет массу 0.46 массы Юпитера, является примером газового гиганта. Она находится очень далеко от звезды, на расстоянии 0.338 а. е. Эксцентриситет орбиты равен 0.43. Планета была открыта в 2019 году методом Доплера.